# Cristo nel labirinto
Il Cristo nel labirinto è un affresco di autore ignoto, ubicato nell'ex-convento di San Francesco in Alatri (FR).

## Descrizione
L'affresco è collocato in un'angusta intercapedine, risultato di ristrutturazioni successive alla realizzazione dell'opera: la parete su cui si trova l'affresco infatti, faceva parte originariamente di un'ampia sala con volte a tutto sesto, forse precedente alla costruzione del convento; probabilmente una chiesa, di cui sarebbe stata identificata la facciata ovest
L'opera raffigura un labirinto costituito da undici spire e quindi dodici cerchi, di circa 140 cm di diametro, al centro del quale è dipinta la figura di un Cristo Pantocratore con il volto barbuto e un'aureola che gli circonda il capo, con indosso una tunica scura e un mantello dorato. Con la mano sinistra il Cristo regge un libro chiuso, forse il Libro della Vita o le Sacre Scritture,  mentre con la mano destra indica l'ingresso al labirinto.

## Interpretazione
L'affresco unisce la rappresentazione del Cristo storico, non attestata prima del IV secolo, con l'antichissimo simbolo del labirinto; viene considerato un unicum, in quanto non esistono altri casi noti di raffigurazioni di un labirinto con un Cristo al centro.
Il percorso del labirinto è identico a quello del famoso labirinto sul pavimento della Cattedrale di Chartres; in Italia un altro labirinto dello stesso tipo si trova su un pilastro del portico della Cattedrale di San Martino a Lucca. Tali esemplari di labirinto ad undici spire, detti di tipo Chartres, sono noti in Europa sin dal X secolo.
Non è noto l'autore dell'affresco, ma è stata ipotizzata un'origine legata ad una presenza templare all'interno delle mura fortificate della città.

## Datazione
Per la Soprintendenza competente "la datazione fa supporre un arco di tempo che va dal XIII agli inizi del XIV secolo". La datazione al radiocarbonio del muro su cui è dipinto l'affresco è compresa in un anno tra il 1300 ed il 1420.

## Stato di conservazione
"Il degrado ambientale del sito è causato da umidità, con formazione di muffe, lesioni e rigonfiamenti dell'intonaco; rinzaffi recenti di malta cementizia, passaggio di tubi di scarico fognario aggravano lo stato di rischio delle pitture murali" A tale riguardo, la Soprintendenza per i Beni Storici Artistici ed Etnoantropologici del Lazio ha annunciato il 24 aprile del 2010 lo stanziamento di 100.000 euro per il restauro dell'affresco
Ad aprile 2012 è stato completato il restauro ed è stata aperta una porta che rende più agevole l'accesso all'ambiente dove è presente l'affresco.